# アクシス (バンド)
アクシス(AXXIS)は、ドイツ出身のハードロック・バンド。
主に、メロディックパワーメタルのスタイルを特徴としており、ドイツを代表するハードロック・バンドのひとつ。

## 概要

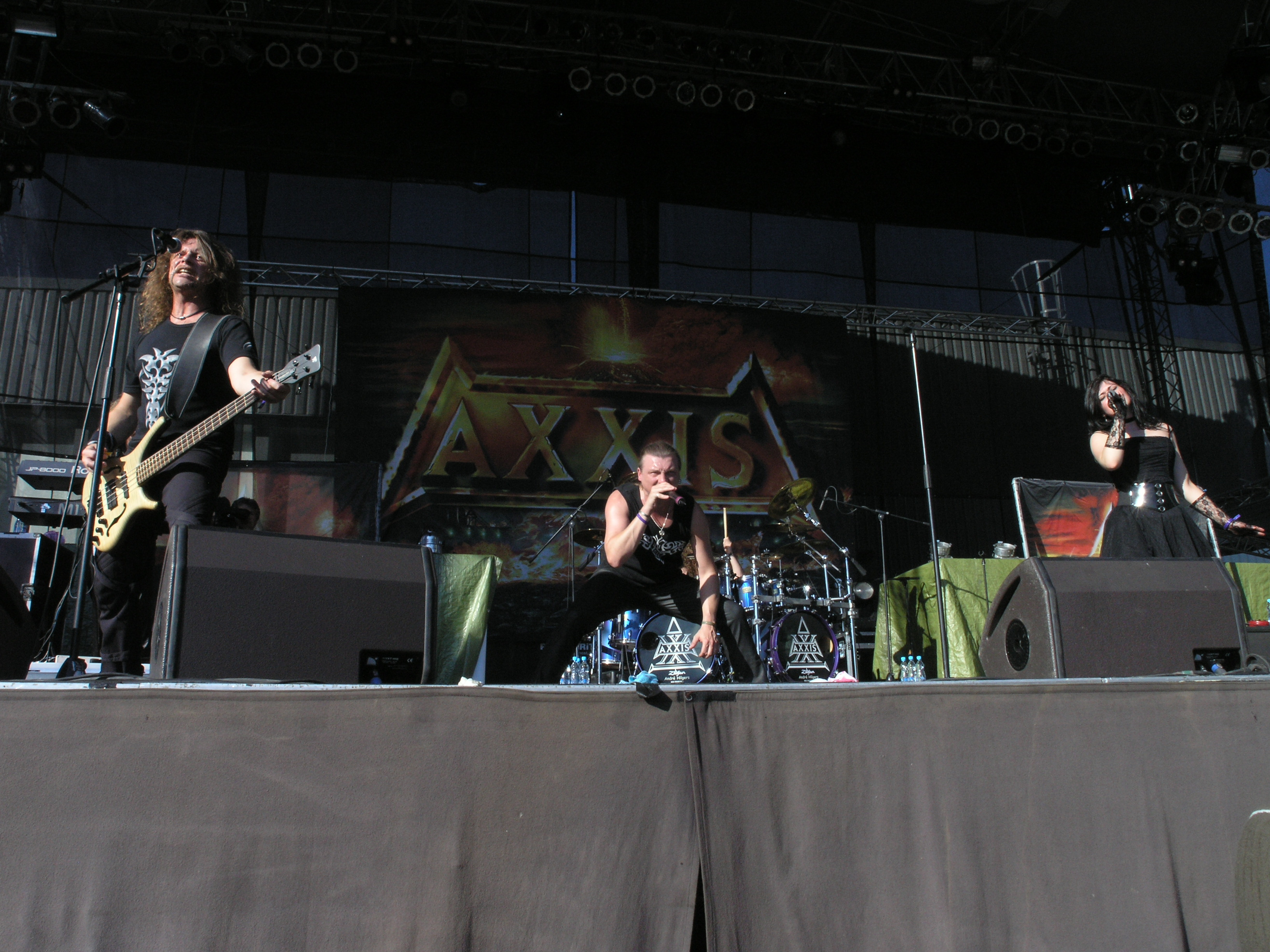
チェコ・ヴィゾヴィツェ公演 (2007年7月)

1980年代前半まで「アンビル」というバンド(カナダの同名バンドとは無関係)で活動していたベルンハルト・ヴァイス(Vo)らが、1988年にドルトムントで結成。
メジャーデビュー
制作したデモテープが大手レーベル「EMI」に評価され、早くも大きなチャンスを掴む。翌年、アルバム『Kingdom of the Night』でメジャーデビュー。デビューアルバムとしては、ドイツの歴代HR/HMバンドの中で、最も多くの売り上げ枚数を記録した。
直後にハリー・エラーズ(Key)が加入して5人編成となり、キャッチーなハードロック路線を確立する。3rdアルバム『THE BIG THRILL』以降からアメリカ市場も意識して、1990年代に流行したグランジ、オルタナティブロックに寄った音造りに変化していく。そのため、従来のファンにアピールしきれず、伸び悩む状態が続いてしまう。
原点回帰
EMIとの契約が終了し、中心メンバー ウォルター・ピーチ(G)やマーカス・グフェラー(B)が脱退した時期を契機に、バンドは従来のハードロック路線に回帰。2000年に、6thアルバム『Back to the kingdom』をリリースして好評を博した結果、再びメインストリーム浮上に成功した。
その後、更なるメロディックパワーメタル寄りの路線を推進。以来、母国を代表するハードロック・バンドとして活動している。
特色
母国に比べて日本では知名度が低く、「不遇のバンド」と言われている。硬質なギターの上に、ハイトーンヴォーカルを載せるスタイルが特徴。

## メンバー
- ベルンハルト・ヴァイス Bernhard Weiß - ボーカル (1988- )
- ハリー・エラーズ Harry Oellers - キーボード (1988- )
- ステファン・ウェバー Stefan Weber - ギター (2015- )
- ロブ・ショーマッカー Rob Schomaker - ベース (2004- )
- ディルク・ブランド Dirk Brand - ドラムス (2012- )

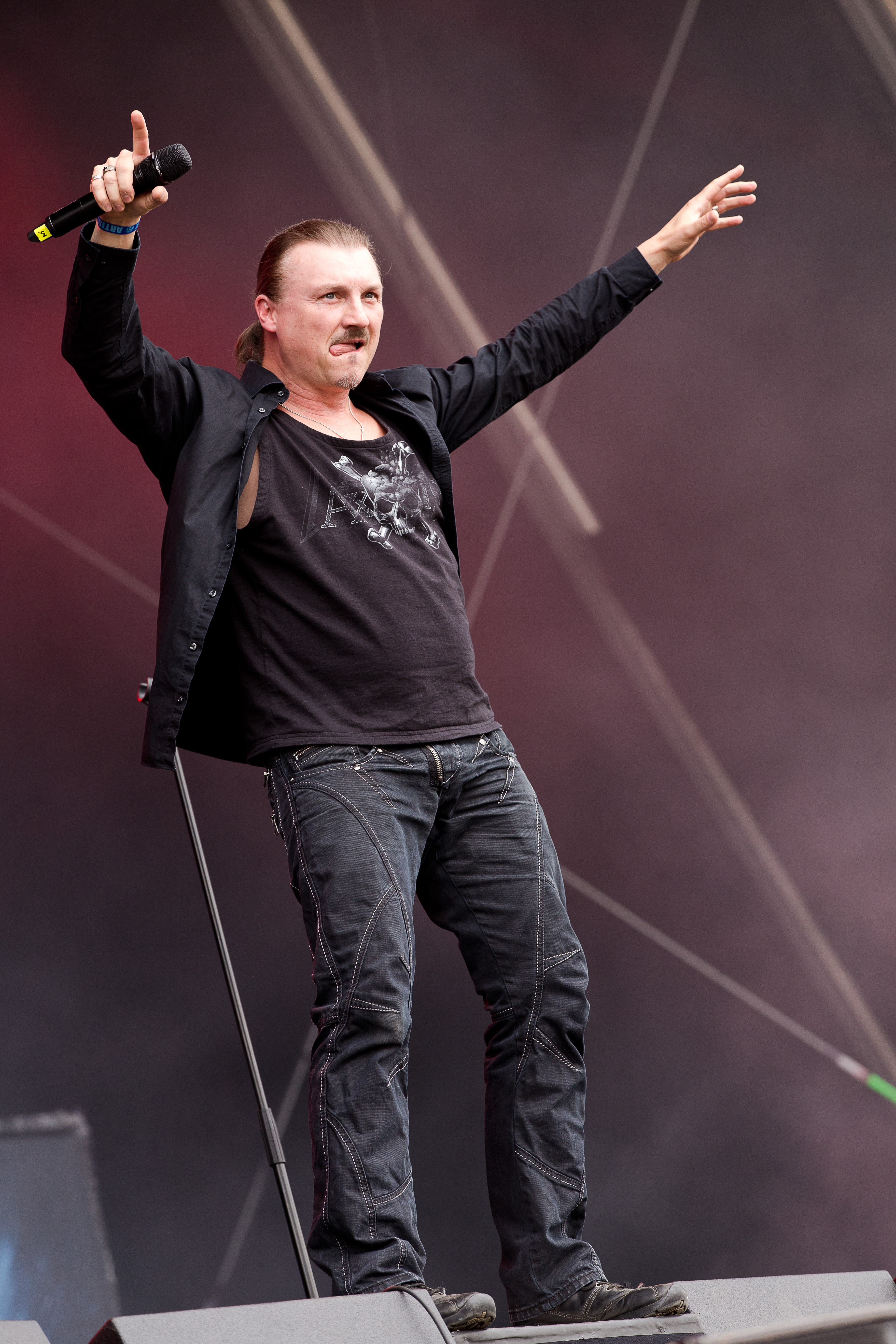
ベルンハルト・ヴァイス(Vo) 2016年
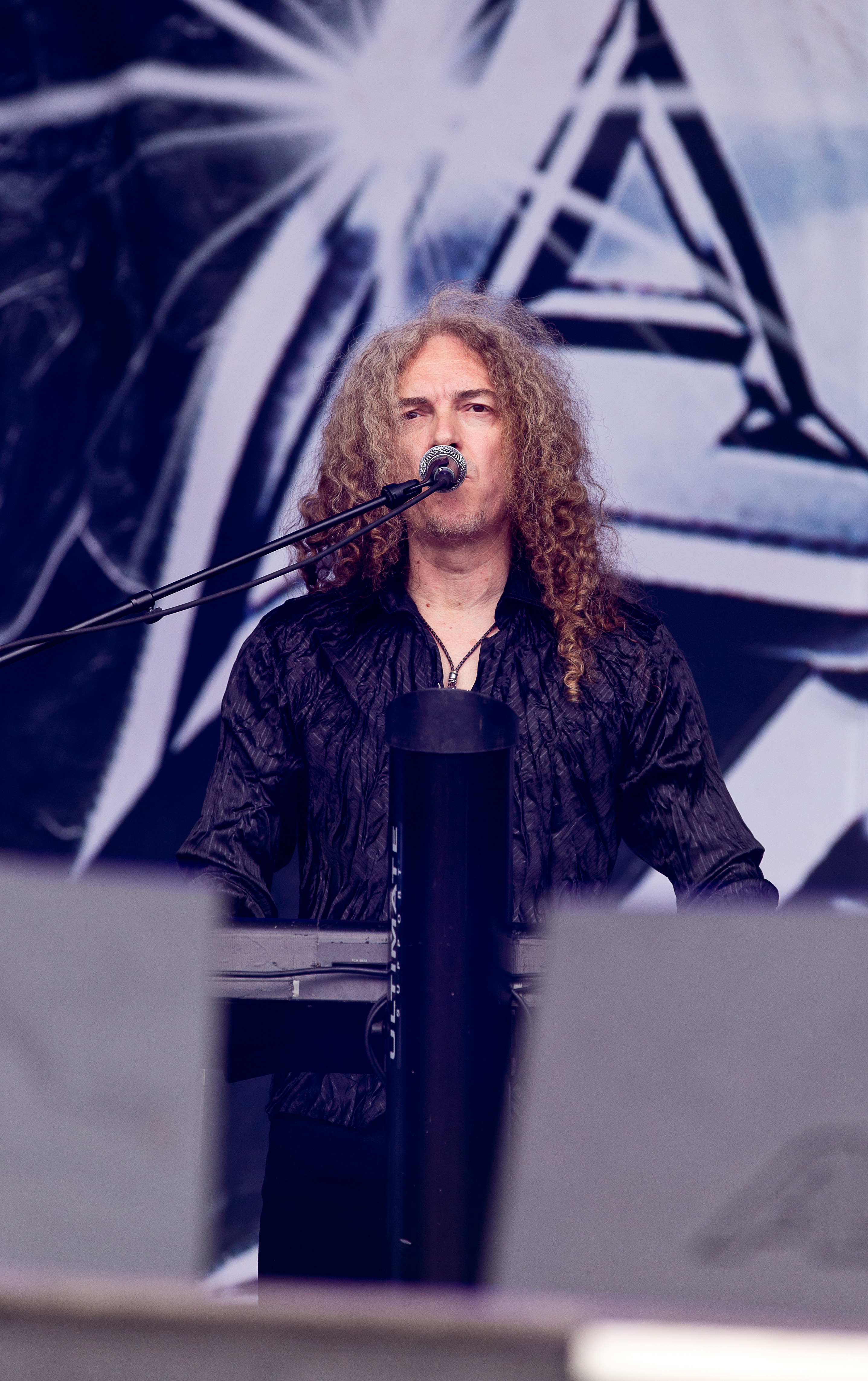
ハリー・エラーズ(Key) 2016年
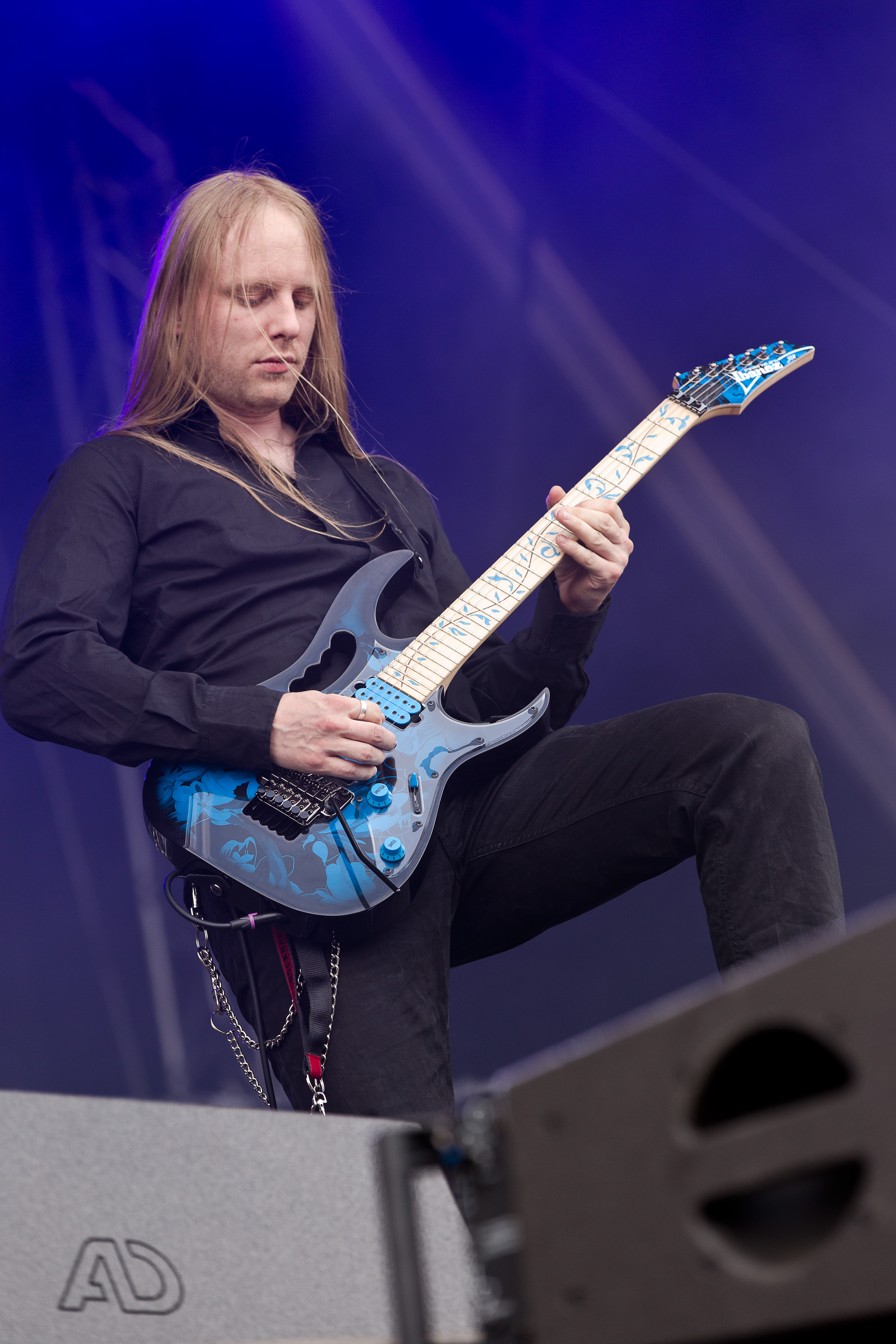
ステファン・ウェバー(G) 2016年
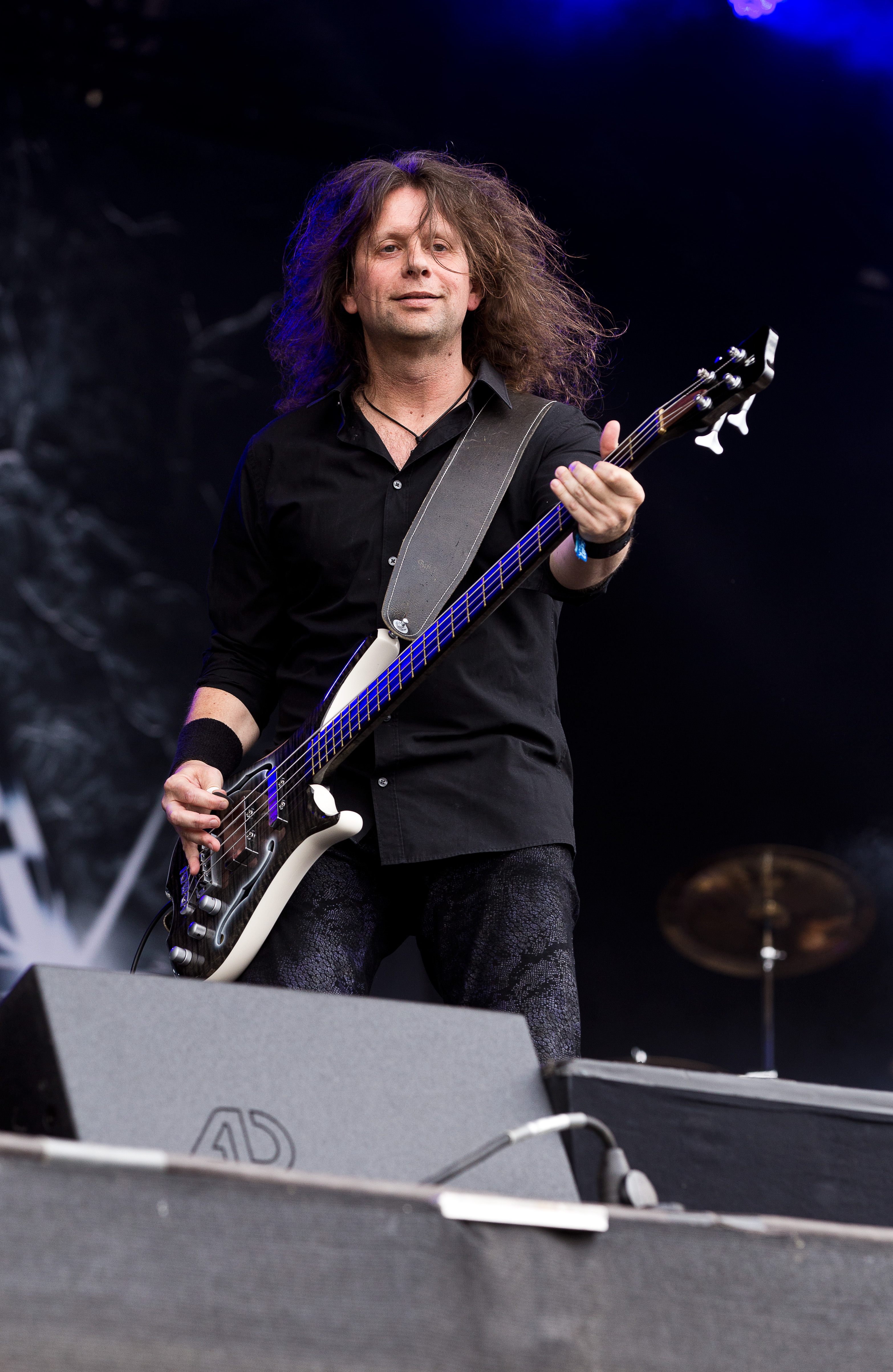
ロブ・ショーマッカー(B) 2016年
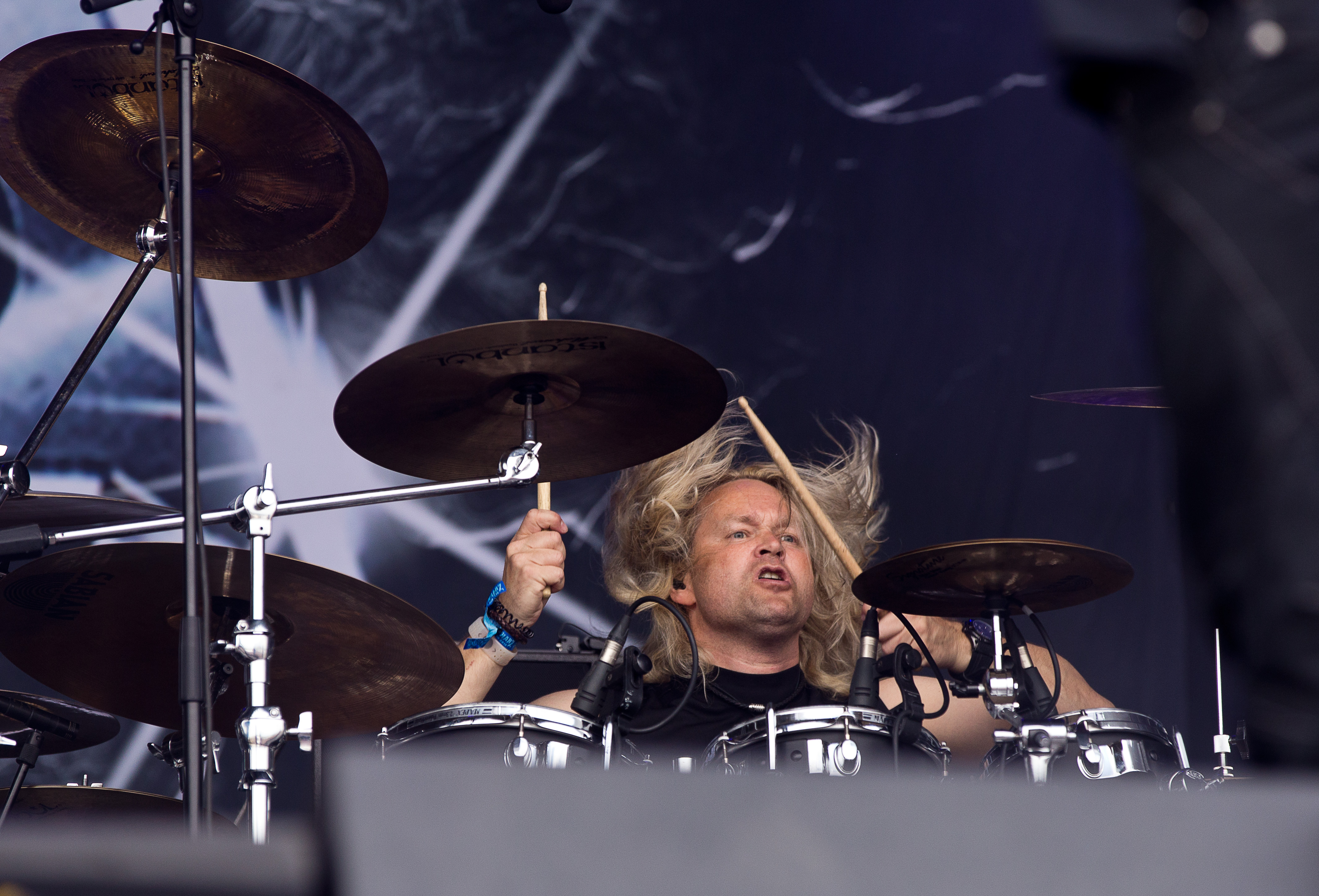
ディルク・ブランド(Ds) 2016年

### 旧メンバー
- リチャード・ミハエルスキー Richard Michaelski - ドラムス (1988-2004)
- ウェルナー・クラインハウス Werner Kleinhaus - ベース (1988-1993)
- ウォルター・ピーチ Walter Pietsch - ギター (1988-1998)
- マーカス・グフェラー Markus Gfeller - ベース (1993-1998)
- ギド・ヴェーマイヤー Guido Wehmeyer - ギター (1998-2006)
- クーノ・ニーマイヤー Kuno Niemeyer - ベース (1998-2004)
- アンドレ・ヒルガース Andrè Hilgers - ドラムス (2004-2008)
- マルコ・リート Marco Wriedt - ギター (2007-2015)
- アレックス・ランデンバーグ Alex Landenburg - ドラムス (2008-2011)

## ディスコグラフィ
オリジナル・アルバム
- Kingdom of the Night - 暗黒の支配者 (1989)
- AXXIS II - アクシスII・帝国興隆 (1990)
- The Big Thrill (1993)
- Matters of Survival (1995)
- Voodoo Vibes (1997)
- Back to the kingdom (2000)
- Eyes of darkness (2001)
- Time Machine (2004)
- Paradise in flames (2006)
- Doom of Destiny (2007)
- Utopia (2009)
- reDISCOver(ed) (2012) - カバーアルバム
- Kingdom of the Night II (2014)
- Retrolution (2017)

ライブ・アルバム
- Access all Areas (1991)
- Legendary Anniversary Live Show  (2011)

コンピレーション
- Best of Ballads & Acoustic Specials (2006)

EP/ミニアルバム
- Collection of Power (2000)